# Sennik
Sennik (bulgariska: Сенник) är ett distrikt i Bulgarien.   Det ligger i kommunen Obsjtina Sevlievo och regionen Gabrovo, i den centrala delen av landet, 140 km öster om huvudstaden Sofia.
Omgivningarna runt Sennik är en mosaik av jordbruksmark och naturlig växtlighet. Runt Sennik är det ganska glesbefolkat, med 36 invånare per kvadratkilometer.